# Família Hoffmeister
A família Hoffmeister é uma pequena família de asteroides localizados no cinturão principal. A família foi nomeada devido ao primeiro asteroide que foi classificado neste grupo, o 1726 Hoffmeister. A idade desta família varia entre 100 e 500 milhões de anos.

## Os maiores membros desta família
| Nome             | Diâmetro | Semieixo maior | Inclinação orbital | Excentricidade orbital | Ano da descoberta |
| ---------------- | -------- | -------------- | ------------------ | ---------------------- | ----------------- |
| 1726 Hoffmeister |          | 2,7877648 UA   | 3,48456°           | 0,04336970             |                   |
| 2930 Euripides   |          | 2,7801628 UA   | 4,06860°           | 0,02488640             |                   |
| 2996 Bowman      |          | 2,7807328 UA   | 3,66753°           | 0,03323660             |                   |
| 4124 Herriot     |          | 2,7858101 UA   | 3,60056°           | 0,03021900             |                   |
| 4516 Pugovkin    |          | 2,7774019 UA   | 4,68338°           | 0,00954720             |                   |
| 5091 Isakovskij  |          | 2,7827204 UA   | 3,19771°           | 0,01337140             |                   |